# Myslivecká stráž
Myslivecká stráž (čili přísežná stráž) je veřejná stráž, která má dohlížet na dodržování zákonů a myslivecké etiky. Touto funkcí jsou pověřovány jednotlivé osoby.
Pro každou honitbu je zákonem o myslivosti (č. 449/2001 Sb., § 12) stanovena povinnost ji ustanovit. Podmínky způsobilosti člena myslivecké stráže jsou rovněž stanoveny zákonem o myslivosti. Od člena myslivecké stráže se očekává plnění funkce strážce zákonnosti, dohled nad dodržováním mysliveckých zvyků, tradic a myslivecké etiky. K tomuto je myslivecká stráž vybavena rozsáhlými oprávněními, která jí umožňují závažný zásah do práv občanů. Její postavení je posíleno i zařazením do kategorie úřední osoby.
Myslivecká stráž skládá u obecního úřadu obce s rozšířenou působností slib tohoto znění: „Slibuji, že jako myslivecká stráž budu s největší pečlivostí a svědomitostí plnit povinnosti při výkonu ochrany myslivosti, že budu při výkonu této činnosti dodržovat právní předpisy a nepřekročím oprávnění příslušející myslivecké stráži.“